# Langues dans les pays caucasiens
Ne doit pas être confondu avec Langues caucasiennes.

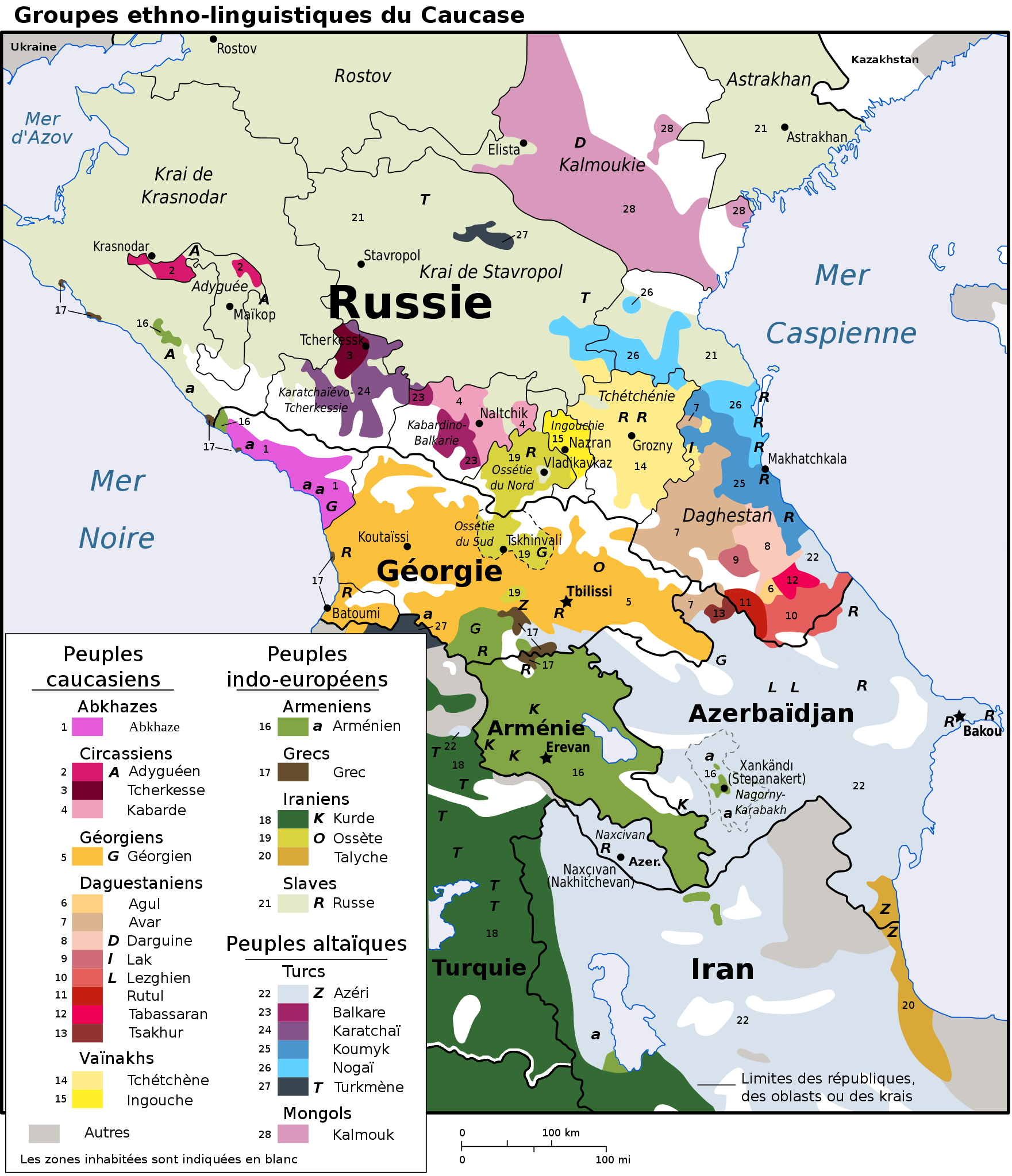
Langues dans le Caucase en 2023.

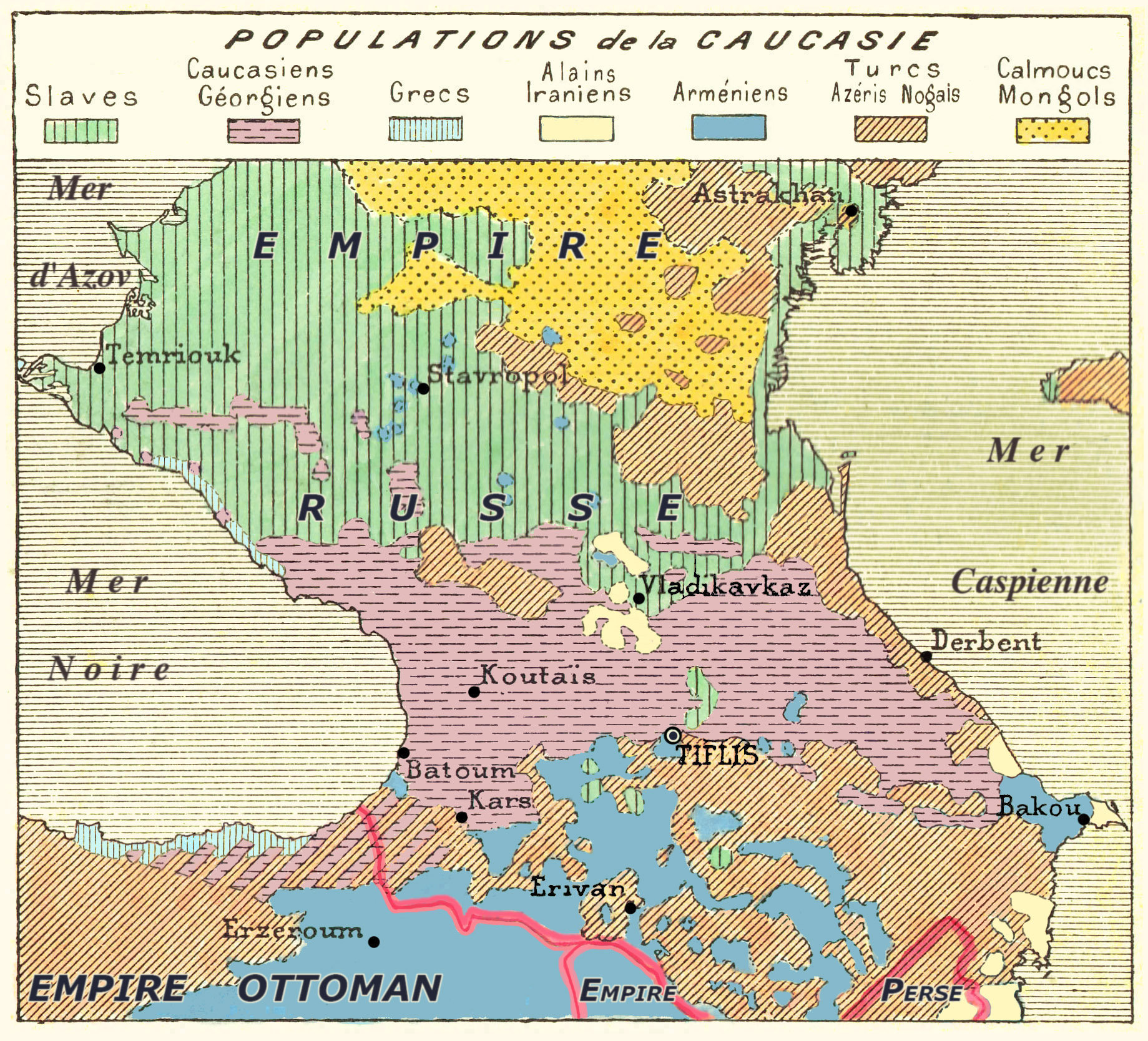
Langues dans le Caucase en 1896.

Le Caucase est une région qui comprend l'Arménie, l'Azerbaïdjan, la Géorgie et la Russie (Adyguée ; Daghestan ; Ingouchie ; Kabardino-Balkarie ; Karatchaïévo-Tcherkessie ; Ossétie du Nord et Tchétchénie). Le Caucase ayant de tout temps été un refuge où des populations d'origines multiples évoluèrent ou vinrent s'installer, la région est caractérisée par une très grande diversité linguistique.
Les langues parlées dans le Caucase appartiennent à diverses familles de langues :
- les langues abkhazo-adyguéennes, nakho-daghestanaises et kartvéliennes : trois familles indépendantes regroupées sous l'appellation géographique de langues caucasiennes au sens strict, car leur aire de répartition est limitée au Caucase ;
- les langues indo-européennes, représentées par l'arménien, le russe, et plusieurs langues iraniennes ;
- les langues turques.

## Langues officielles

### Groupe caucasien
Langues officielles :
A) en Géorgie :
| Langue               | Région    | Locuteurs |
| -------------------- | --------- | --------- |
| Abkhaze              | Abkhazie. | 100 000   |
| Géorgien ou Kartvèle | Géorgie.  | 5 000 000 |

B) en Russie : 
| Langue             | Région                                                   | Locuteurs      |
| ------------------ | -------------------------------------------------------- | -------------- |
| Adyguéen ou Adygue | Russie (Adyguée).                                        | 130 000        |
| Ingouche           | Russie (Ingouchie et Tchétchénie).                       | 400 000        |
| Kabarde            | Russie (Kabardino-Balkarie et Karatchaïevo-Tcherkessie). | 450 000        |
| Tchétchène         | Russie (Tchétchénie et Ingouchie).                       | + de 1 000 000 |

En outre, le Daghestan reconnaît 14 langues officielles   9 langues caucasiennes : avar, agul, dargwa, lak, lezguien, rotoul, tabasaran, tchétchène, tsakhur. 

### Langues turques
| Langue               | Région                                                   | Locuteurs |
| -------------------- | -------------------------------------------------------- | --------- |
| Azéri                | Azerbaïdjan ; minorité en Géorgie et Russie (Daghestan). | 9 000 000 |
| Karatchaïevo-Balkar  | Russie (Karatchaïévo-Tcherkessie et Kabardino-Balkarie). | 600 000   |
| Koumyk               | Russie (Daghestan).                                      | 350 000   |
| Turc meskhète        | Minorité en Russie, Azerbaïdjan et Géorgie.              | 300 000   |
| Tatar Nogay ou Nogaï | Russie (Daghestan).                                      | 100 000   |

### Autres groupes
| Langue   | Famille            | Région                                          | Locuteurs                           |
| -------- | ------------------ | ----------------------------------------------- | ----------------------------------- |
| Arménien | Groupe arménien    | Arménie et Haut-Karabagh ; minorité en Géorgie. | 4 000 000                           |
| Ossète   | Langues iraniennes | Ossétie (Russie et Géorgie).                    | 500 000                             |
| Russe    | Langues slaves     | Russie, Ex-URSS.                                | + de 200 000 000 (dont Caucase : ?) |

## Autres langues vivantes

### Langues caucasiennes
| Langue        | Région                               | Locuteurs                                  |
| ------------- | ------------------------------------ | ------------------------------------------ |
| Agul ou Agoul | Russie (Daghestan).                  | 17 000                                     |
| Avar          | Russie (Daghestan) et Azerbaïdjan.   | + de 650 000                               |
| Bats          | Géorgie.                             | 3 000                                      |
| Lak           | Russie (Daghestan)                   | 150 000                                    |
| Laze          | Géorgie (mais également en Turquie). | ? (50 000 - 500 000 dans les 2 pays cités) |
| Lezguien      | Russie (Daghestan) et Azerbaïdjan.   | + de 250 000                               |
| Mingrélien    | Géorgie.                             | ? 500 000                                  |
| Oudi          | Azerbaïdjan et Russie.               | + de 5 000                                 |
| Routoul       | Russie (Daghestan) et Azerbaïdjan.   | Au max. 30 000                             |
| Svane         | Géorgie.                             | 15 000                                     |

### Langues iraniennes
| Langue | Région                                | Locuteurs   |
| ------ | ------------------------------------- | ----------- |
| Juhuri | Azerbaïdjan et Russie.                | Env. 30 000 |
| Kurde  | Arménie et Azerbaïdjan.               | 220 000     |
| Talysh | Azerbaïdjan (mais également en Iran). | 110 000     |
| Tat    | Azerbaïdjan et Russie.                | 26 000      |

### Autres langues
| Langue                   | Famille            | Région                             | Locuteurs |
| ------------------------ | ------------------ | ---------------------------------- | --------- |
| Araméen (voir Assyriens) | Langues sémitiques | Minorité en Géorgie et en Arménie. | 6 000     |